# Самопознание
Самопознание — изучение личностью собственных психических и физических особенностей, осмысление самого себя. Оно начинается в младенчестве и продолжается всю жизнь. Знание о себе формируется постепенно по мере познания внешнего мира и самого себя.

## Из истории темы
По легенде, рассказанной Платоном в диалоге «Протагор» (343а), «семь мудрецов» Древней Греции — Фалес, Питтак, Биант, Солон, Клеобул, Мисон и Хилон (VI век до н. э.) — «сойдясь вместе, посвятили Аполлону Дельфийскому в качестве начатков мудрости» свои изречения, в том числе «Познай самого себя» (др.-греч. γνῶθι σεαυτόν, gnōthi seauton). Изречения были высечены на колонне Дельфийского храма.

## Значение самопознания в жизни человека
Многие религии, философские и психолого-педагогические школы и подходы в значительной степени построены на ценности, важности и значимости самопознания и саморазвития. Так, с точки зрения религий Древнего Востока именно с помощью самопознания и саморазвития возможно и реально постижение истинной сущности человека, достижение единения человека с Абсолютным Разумом, Вселенной; «в христианстве самопознание есть открытие в себе Божественного начала, а саморазвитие — путь постижения Бога через веру и приобщение к таинствам церкви». В психологии и педагогике гуманистического направления утверждается, что только с помощью самоактуализации человек может реализовать себя, обрести смысл своего существования, стать тем, кем он способен стать, «а не тем, кем ему навязывают быть окружающие».
В соответствии с концепцией представителя гуманистической психологии К. Роджерса, самопознание даёт человеку способность к личностному росту, самосовершенствованию, самоактуализации, что является необходимым условием достижения полноты жизни, ощущения радости жизни, осознания смысла жизни.

## Сферы и области самопознания
К сферам самопознания относят выделяемые психологами три уровня организации человека: низший — организм (биологический индивид), далее — социальный индивид (характеризуется способностью овладевать знаниями, умениями, правилами поведения) и личность (характеризуется способностью совершать выбор, строить свой жизненный путь, координировать своё поведение в системе отношений с окружающими людьми).
К областям самопознания относят сознание и бессознательное.

## Я-концепция
Я-концепция (или образ Я) представляет собой относительно устойчивое, в большей или меньшей степени осознанное и зафиксированное в словесной форме представление человека о самом себе. Эта концепция — результат «познания и оценки самого себя через отдельные образы себя в условиях самых разнообразных реальных и фантастических ситуаций, а также через мнения других людей и соотнесения себя с другими».
Я-концепция характеризуется, помимо прочего, адекватностью или неадекватностью: человек может создать такой образ самого себя (и поверить в него), который не соответствует реальности и приводит к конфликтам с ней; напротив, адекватная Я-концепция способствует более успешному приспособлению к миру и другим людям.

## Способы и средства самопознания
Самопознание как процесс может быть представлено в виде последовательности следующих действий: обнаружение в себе какой-либо личностной черты или поведенческой характеристики, её фиксация в сознании, анализ, оценка и принятие. Целесообразно учесть, что при высоком уровне эмоциональности и непринятия себя самопознание может превращаться в «самокопание», порождающее не объективное знание о себе, а разного рода комплексы, поэтому в самопознании, как и в других делах, важна мера.
Согласно психологу Ю. М. Орлову, эффективное в плане познания себя и саморазвития самонаблюдение невозможно без знания основ психологии чувств и психологии личности. «…Для того чтобы думать о том, как устроена моя обида, мое тщеславие, мой стыд и мой страх, надо прежде всего знать, как вообще „устроены“ эти психологические реальности. Поэтому обучение интроспекции (самонаблюдению) предусматривает знание психологических механизмов объектов размышления. Тот, кто знает, как устроена его обида, может сделать её объектом интроспекции… Тот, кто не знает этого, тот потерпит неудачу, так как он будет воспроизводить в своём воображении лишь образы, вызывающие опять же переживание обиды…»
К наиболее распространённым способам самопознания относятся:
- Самонаблюдение. Осуществляется путём наблюдения за собой, своим поведением, событиями внутреннего мира.
- Самоанализ. То, что обнаруживается с помощью самонаблюдения, подвергается анализу, в ходе которого какая-либо черта личности или поведенческая характеристика разделяется на составляющие её части, устанавливаются причинно-следственные связи, человек размышляет о себе, о данном конкретном качестве. Например, обнаружив в себе признаки застенчивости, можно попытаться ответить на вопросы: всегда ли это проявляется? Застенчив ли я в общении с близкими людьми? Проявляю ли я застенчивость, отвечая урок? А в общении с незнакомыми людьми? Со всеми ли? Чем это вызвано? К примеру, причиной застенчивости взрослого человека может быть затаённая обида, пережитая в детстве как результат насмешек.
- Сравнение себя с некоторой «меркой». Людям свойственно сравнивать себя с другими людьми, или с идеалами, или с принятыми нормативами. Такое сравнение осуществляется посредством своего рода шкалы, полюсами которой являются противоположности, например: умный — глупый, добрый — злой, справедливый — несправедливый, внимательный — невнимательный, трудолюбивый — ленивый.
- Моделирование собственной личности. Осуществляется путём отображения отдельных свойств и характеристик своей личности, своих отношений с другими с помощью знаков и символов. Например, можно, обозначив кружками себя и других значимых людей, попытаться прописать и осмыслить связи между собой и другими: симпатии, антипатии, доминирование, подчинение, конфликты и т. д.
- Осознание противоположностей в том или ином качестве или поведенческой характеристике. Этот способ применяется на более поздних этапах процесса самопознания, когда некоторая личностная характеристика уже выделена и проанализирована. Суть здесь заключается в том, что личность человека, её отдельные качества одновременно имеют позитивные и негативные стороны. Нахождение позитивной стороны качества, которое первоначально воспринимается как отрицательное, уменьшает болезненность его принятия. Самопринятие же — важный момент самопознания, также оно является отправной точкой для саморазвития и самосовершенствования.

Наиболее широким и доступным способом самопознания считается познание других людей. Давая им характеристики, разбираясь в мотивах их поведения, мы сравниваем себя с другими, а это даёт возможность понять своё отличие от других и то, в чём конкретно оно заключается.
К средствам самопознания относятся:
- Самоотчёт, в том числе в форме дневника.
- Просмотр фильмов, спектаклей, чтение художественной литературы. Обращая внимание на психологические портреты героев, их поступки, отношения с другими людьми, человек вольно или невольно сравнивает себя с этими героями, а писатели (особенно классики) считаются непревзойдёнными психологами[кем?].
- Изучение психологии, в частности таких её разделов, как психология личности, социальная психология.
- Использование психологических тестирований; при этом лучше пользоваться серьёзными, апробированными тестами, внимательно читая инструкции и способы интерпретации. Если возможно, интерпретацию лучше осуществить совместно со специалистом-психологом[10].

Одним из средств самопознания является медитация.
К специальным средствам познания себя относятся различные современные формы работы психолога:
- индивидуальное консультирование, при котором психолог строит работу с пациентом таким образом, чтобы тот максимально раскрылся, понял свои проблемы, нашёл внутренние ресурсы для их разрешения;
- работа в группе социально-психологического тренинга. Здесь контакт строится так, что группа способствует интенсификации процессов познания других и себя[10].

## Самопознание и самооценка
Самопознание связано с самооценкой личности. В психологии называются три мотива для обращения человека к самооценке:
1. Понимание себя (поиск точных знаний о себе).
2. Повышение собственной значимости (поиск благоприятных знаний о себе).
3. Самопроверка (соотнесение собственных знаний о себе с оценками своей значимости окружающими).

Уровень самооценки связан с удовлетворённостью или неудовлетворённостью человека самим собой, своей деятельностью. При этом адекватная самооценка соответствует реальным возможностям человека; в завышенной или заниженной — они искажаются.
Самооценку можно выделить такой формулой:
самооценка = успех / притязание
То есть, повысить самооценку можно, либо добившись чего-то (увеличив успех), либо снизив требования к идеалу (притязание). При этом, однако, считается, что человек не может полностью отказаться от притязаний.